# デイヴ・クルーセン
デヴィッド・カール・クルーセン（David Karl Krusen、1966年3月10日 - ）は、アメリカ合衆国のミュージシャン。パール・ジャムの初期ドラマーとして活動し、その後もキャンドルボックスを始めとする様々なバンドに参加した。

## 人物

### 生い立ち
ワシントン州のタコマに生まれ、幼い頃からエルヴィス・プレスリーやチャック・ベリーの音楽に親しみ、後にビートルズやレッド・ツェッペリン、ローリング・ストーンズ、ザ・フー、ポリス、ニール・ヤングなども好むようになる。1970年代後半からシアトル周辺のローカル・バンドに参加し演奏を始める。

### パール・ジャム
1990年にパール・ジャムのメンバーであるジェフ・アメンとストーン・ゴッサードからバンドに誘われ、オーディションを通じてパール・ジャムに加入した。クルーセンはデビューアルバム『ten』のレコーディングに参加したが、レコーディング終了後にアルコール依存などの問題とそのリハビリを理由に、1991年5月にバンドを脱退する。

### それ以降の活動
1990年代中盤にHovercraftというポストロックバンドに加入。Karl 3‒30というステージネームで活動し、1997年リリースのアルバム『Akathisia』のレコーディングに参加。1997年にキャンドルボックスに加入しアルバム『Happy Pills』のレコーディングに参加、1999年に脱退したが、以降のアルバムにもセッションミュージシャンとしてレコーディングに参加した。1998年にブラインド・メロンのメンバーらと共にUnified Theoryというロックバンドを結成し、バンドは2000年にアルバム『Unified Theory』でデビューするが、翌2001年に解散した。現在も自身のバンドやコラボレーションなどで活動している。